# Wojciech Staroń
Wojciech Staroń (ur. 9 grudnia 1973 w Ostrowcu Świętokrzyskim) – polski operator, reżyser i scenarzysta filmowy. Twórca nagradzanych na całym świecie filmów dokumentalnych. Członek Polskiej Akademii Filmowej i Europejskiej Akademii Filmowej (EFA). W 2014 był ekspertem Polskiego Instytutu Sztuki Filmowej.

## Praca zawodowa
W 1996 ukończył studia na Wydziale Operatorskim Szkoły Filmowej w Łodzi. Jest autorem zdjęć do kilkudziesięciu filmów. 
W filmie fabularnym zadebiutował jako drugi operator przy Moim Nikiforze (2004) Krzysztofa Krauzego. Kontynuował współpracę z reżyserem i jego żoną Joanną Kos-Krauze przy filmach Plac Zbawiciela (2006), Papusza (2013) i Ptaki śpiewają w Kigali (2017).

## Nagrody
Wojciech Staroń jest laureatem kilkudziesięciu nagród. Najważniejsze to:
- Biała Kobra na Festiwalu Mediów Człowiek w Zagrożeniu w Łodzi w 1998 roku za film Syberyjska lekcja.
- Złota Żaba 14. festiwalu Camerimage 2006 za zdjęcia do filmu Plac Zbawiciela[2]
- Srebrny Niedźwiedź za wybitne osiągnięcie artystyczne w kategorii zdjęcia do filmu Nagroda na 61. MFF w Berlinie[3]
- Polska Nagroda Filmowa Orzeł 2014 za zdjęcia do filmu Papusza
- Nagroda PSC (Stowarzyszenia Autorów Zdjęć Filmowych) 2018[4]

oraz nagrody za filmy dokumentalne jego autorstwa, m.in.: Syberyjska lekcja (1998), Argentyńska lekcja (2011) i Bracia (2015).

## Filmografia
| - Plac Zbawiciela (2006) - Vodka Factory (2010) - Themerson & Themerson (2011) - Nagroda (El Premio, 2011) - Uwikłani (2012) - The Man Who Made Angels Fly (2013) - Papusza (2013) - Świt (2015) - Ptaki śpiewają w Kigali (2017) - ’’Rodzina na sprzedaż’’ (2017) |  | - Syberyjska lekcja (film dokumentalny, 1998) - Argentyńska lekcja (film dokumentalny, 2011) - Bracia (film dokumentalny, 2015) |  |  |